# Perstorpsgölen (Sunds socken, Östergötland)
Perstorpsgölen är en sjö i Ydre kommun i Östergötland och ingår i Motala ströms huvudavrinningsområde.